# 卵叶锦香草
卵叶锦香草（学名：Phyllagathis ovalifolia）为野牡丹科锦香草属下的一个种。

## 扩展阅读
- 維基物種上的相關：卵叶锦香草